# Centrala termoelectrică de la Cuciurgan
Centrala termoelectrică de la Cuciurgan (oficial Молдавская государственная районная электростанция – Молдавская ГРЭС; Centrala electrică raională de stat Moldovenească – CERS Moldovenească) este cea mai mare centrală termoelectrică din Republica Moldova. Aceasta este situată în orașul Dnestrovsc, și este la moment controlată de autoritățile separatiste din Transnistria. Termocentrala este amplasată pe malul lacului de acumulare omonim, la frontieră cu Ucraina. Complexul termic a fost dat în exploatare pe 26 septembrie 1964.
Capacitatea instalată a centralei este de 2520 MW, fiind alimentată cu gaze naturale, păcură și cărbune.
În noiembrie 2008, Inter RAO EĂS și Moldelectrica au semnat un acord pentru separarea unelor unități de putere ale sistemului IPS/UPS cu scopul de ale sincroniza cu cele ale Europei continentale din România, prin liniile de transport de 400 KV fiecare: Cuciurgan–Vulcănești și Vulcănești–Isaccea.
Centrala asigură cca. 75% din necesarul de electricitate al Republicii Moldova. Ca urmare a semnării unui contract energetic între SA Energocom cu întreprinderea ucraineană DTEK Trading, Republica Moldova a renunțat temporar la serviciile centralei din regiunea transnistreană, în final compania rusească Inter RAO (proprietarul termocentralei) ramânând principalul furnizor de energie electrica al Republicii Moldova.
Termocentrala produce energie electrică pe bază de gaze naturale, gaze importate din Rusia prin compania Modovagaz.
Centrala Cuciurgan are o capacitate de generare ce acoperă nu doar volumul necesar pentru consumatorii din Republica Moldova, ci și pentru a exporta atât în Est, cât și în Vest.

## Vezi și
- CET-1 (Chișinău)
- CET-2 (Chișinău)
- CET-Nord (Bălți)